# بانک فراساحلی
- بانک ملی ایران
- وام سندیکایی